# Derveni
Derveni (en griego, Δερβένι) es un yacimiento arqueológico ubicado a unos 10 km al noroeste de Tesalónica, entre las localidades de Efkarpía y Lagyna, en Macedonia Central, Grecia. 
El yacimiento, descubierto accidentalmente en 1962, consta de una necrópolis con siete enterramientos que estaba ubicada en la ruta que unía las antiguas ciudades de Lete y Tesalónica. Se calcula que fue construida a finales del siglo IV o principios del III a. C.
Dentro de las siete tumbas destacan las denominadas A y B. Además de restos de huesos quemados, la tumba A contenía un valioso ajuar funerario entre cuyos objetos destaca un papiro con un poema que contaba una versión órfica acerca del origen de los dioses. 
La tumba B es una tumba monumental que contenía los restos de un hombre y de una mujer joven y un ajuar con una abundante cantidad de cerámica, armas, joyas y otros objetos donde destaca una valiosa cratera. Una inscripción indica que el hombre procedía de Larisa, en Tesalia.